# 東山海戦
東山海戦、もしくは東山八六海戦、八六海戦は、1965年8月6日に中国福建省漳州市東山島沖で発生した、中華民国海軍と中国人民解放軍との戦闘である。

## 背景
1949年の国共内戦において蔣介石率いる中華民国政府は中国共産党に敗北し中国大陸から台湾に撤退したが、その後も大陸反攻を試みていた。1960年以降からは本格的な大陸反攻計画として国光計画を企画していたがアメリカの反対により延期となった（後に中止）。
大規模な軍事侵攻による大陸反攻を行うことが当分の間できなくなった中華民国政府は小集団の武装特務（コマンド部隊）を中国大陸南東部の沿岸に送り込んで騒乱を引き起こす「政治上陸」を実施する『海威計画』に移行していった。これには「武装浸透」、「水陸両用突撃」、「海上襲撃」などの作戦が行われた。
これらの国府軍舟艇による襲撃に対して中国人民解放軍は反撃を行い、1962年下半期から1966年末までに35組の海上武装特務を殲滅し、128人を殺傷し、294人を捕虜とした。また各種特務輸送船・工作船15隻を撃沈、26隻を鹵獲、1隻を損傷させた。

## 海戦
1965年8月5日6時、国府海軍の『剣門』（第二巡防艦隊旗艦、旧米海軍オーク級掃海艇、台湾において駆潜艇に改修）と『章江』（旧米海軍PC-461級駆潜艇）が中国大陸本土へ潜入する陸軍所属の工作員7名を載せ、台湾の左営港から中国沿岸へ出港した。17時45分、中華人民共和国人民解放軍海軍南海艦隊は通報を受け、P-4型魚雷艇6隻と護衛艇4隻を待機させた。6日0時31分に仙頭からの護衛艇隊と海門からの魚雷艇隊が陸上指揮所の誘導で別々に会合海域付近に達したが、未だ敵艦艇と会合することができなかった。海上指揮員は護衛艇隊を率いて単独での追跡を開始した。1時42分護衛艇隊のレーダーが『剣門』と『章江』を発見したが同時に『剣門』と『章江』も護衛艇隊を発見し発砲を開始した。護衛艇隊は敵艦艇を目視できる距離まで接近すると応射を開始した。二回の一斉射撃で『剣門』と『章江』は分離され『剣門』が応戦しつつ退避し、『章江』は四隻の護衛艇に包囲された。
『章江』は反転して護衛艇隊に突進した。護衛艇隊は601艇の艇長が戦死し611艇が大破するなどの被害を出したが『章江』は喫水線下に多数の命中弾を被弾したため、3時33分に東山島東南24.7浬の海域で沈没した。
その後艦隊指揮員は護衛艇隊に『剣門』への攻撃を続行するよう命令し同時に魚雷艇5隻と161砲艦を戦区に派遣した。
接近してきた護衛艇隊に対して『剣門』は盛んに阻止射撃で反撃したが護衛艇隊の一斉射撃により炎上し沈黙した。この時魚雷艇隊が到着し、護衛艇隊の援護の下に10発の魚雷を発射、うち三発が『剣門』に命中し、東山島東南38浬の海域で沈没した。161艦の到着を待つことなく戦闘は終了した。
この海戦で『剣門』艦上で陣頭指揮を執っていた第二巡防艦隊司令の胡嘉恒少将をはじめとする将兵199名が戦死し、33名が捕虜になった。海に投げ出された工作員1名のみ外国商船に救助され、香港経由で台湾に帰還した。

## 結果
海戦後、南海艦隊の参加部隊は国防部から表彰され、とくに611艇と119魚雷艇分隊は海軍からそれぞれ「海上英雄艇」と「英雄快速艇」の称号を授与された。
蒋介石はその日記に敗戦を憤懣やるかたないと記し、海軍指揮官の無知・無能を憂うと記してなじっている。この海戦での敗北は劉広凱中華民国海軍総司令の引責辞退と国防部の人事一新に発展した。蔣介石もこの海戦以降国光計画に関する作戦会議に参加する回数が激減し、国光作業室も作戦計画室に改称し、小規模な襲撃作戦や特殊作戦の指導組織になった。11月14日には烏坵沖でも海戦があり、国民党海軍の敷設艇が人民解放軍の魚雷艇により撃沈された（烏坵海戦）。
この二つの海戦での敗北により国民党政権は大陸反攻を事実上放棄した。
その後も国府軍は小規模な襲撃作戦を継続し、1967年から1976年までの10年間に国府軍は福建省沿岸で10回の襲撃活動を行ったがどれも人民解放軍の反撃により壊滅的な打撃を受けた。